# شهرستان دوبوک (آیووا)
شهرستان دوبوک، آیووا (به انگلیسی: Dubuque County, Iowa) شهرستانی در ایالات متحده آمریکا است که در آیووا واقع شده‌است.

## خصوصیات
شهرستان دوبوک ۱٬۵۹۸٫۰۳ کیلومترمربع مساحت دارد.